# Ulmus lamellosa
Ulmus lamellosa là một loài thực vật có hoa trong họ Ulmaceae. Loài này được C. Wang & S.L. Chang miêu tả khoa học đầu tiên năm 1979.

## Hình ảnh

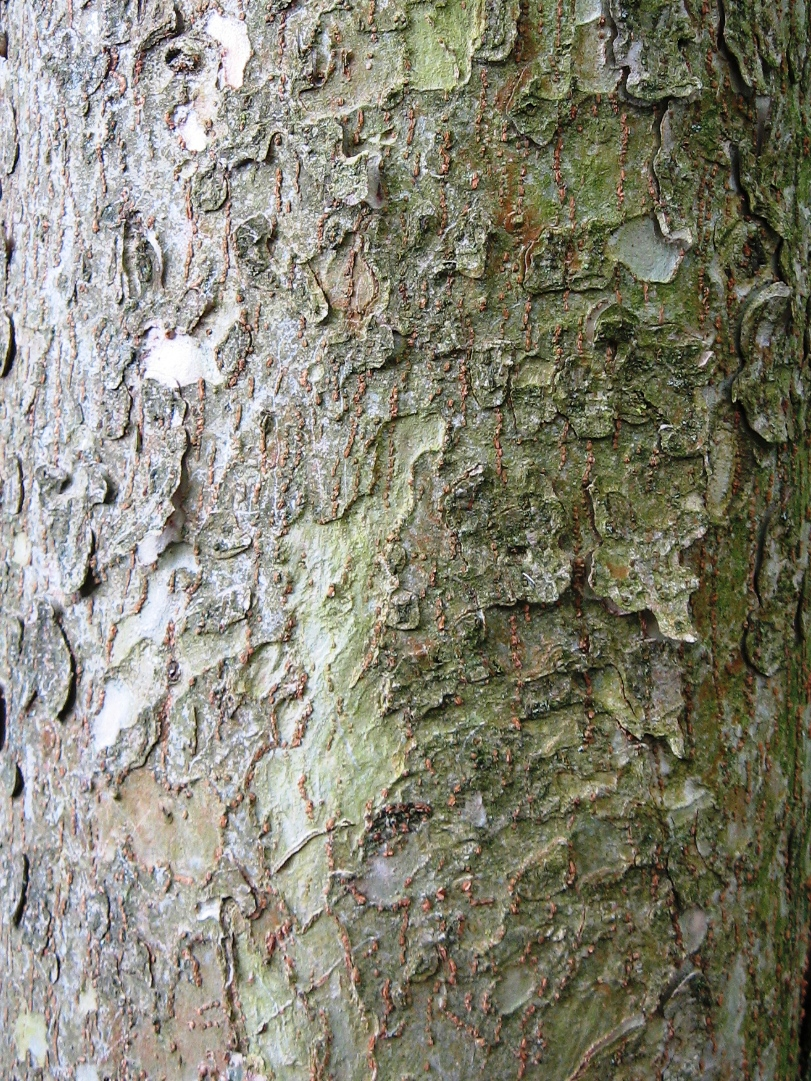
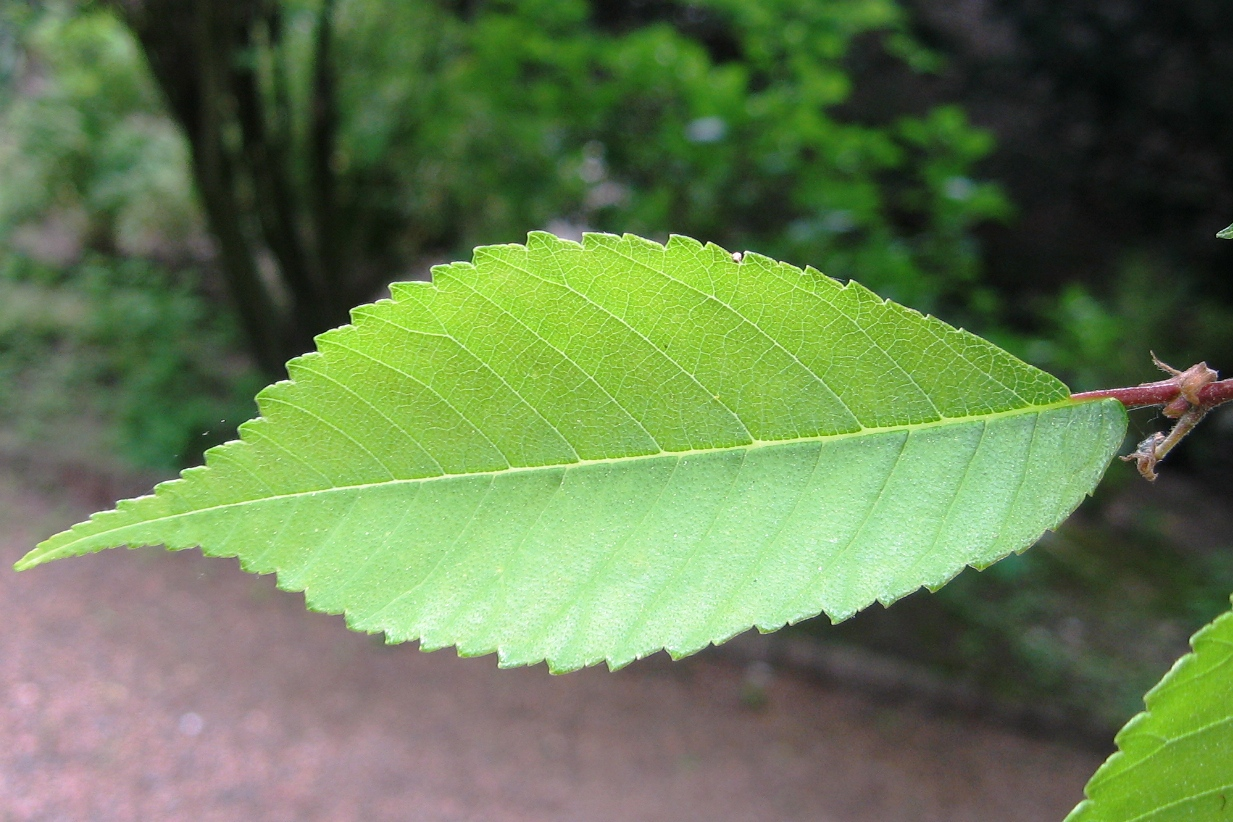
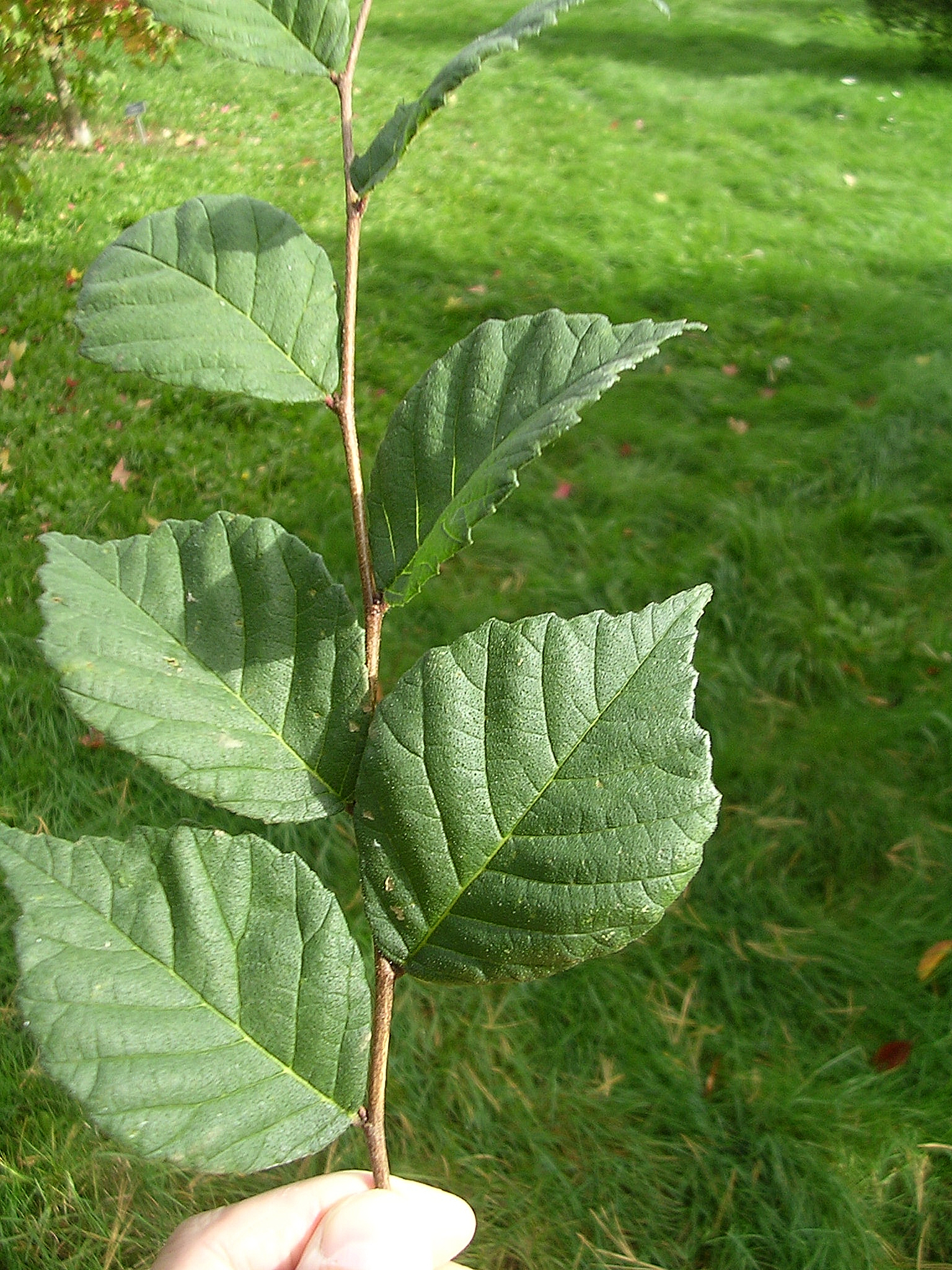
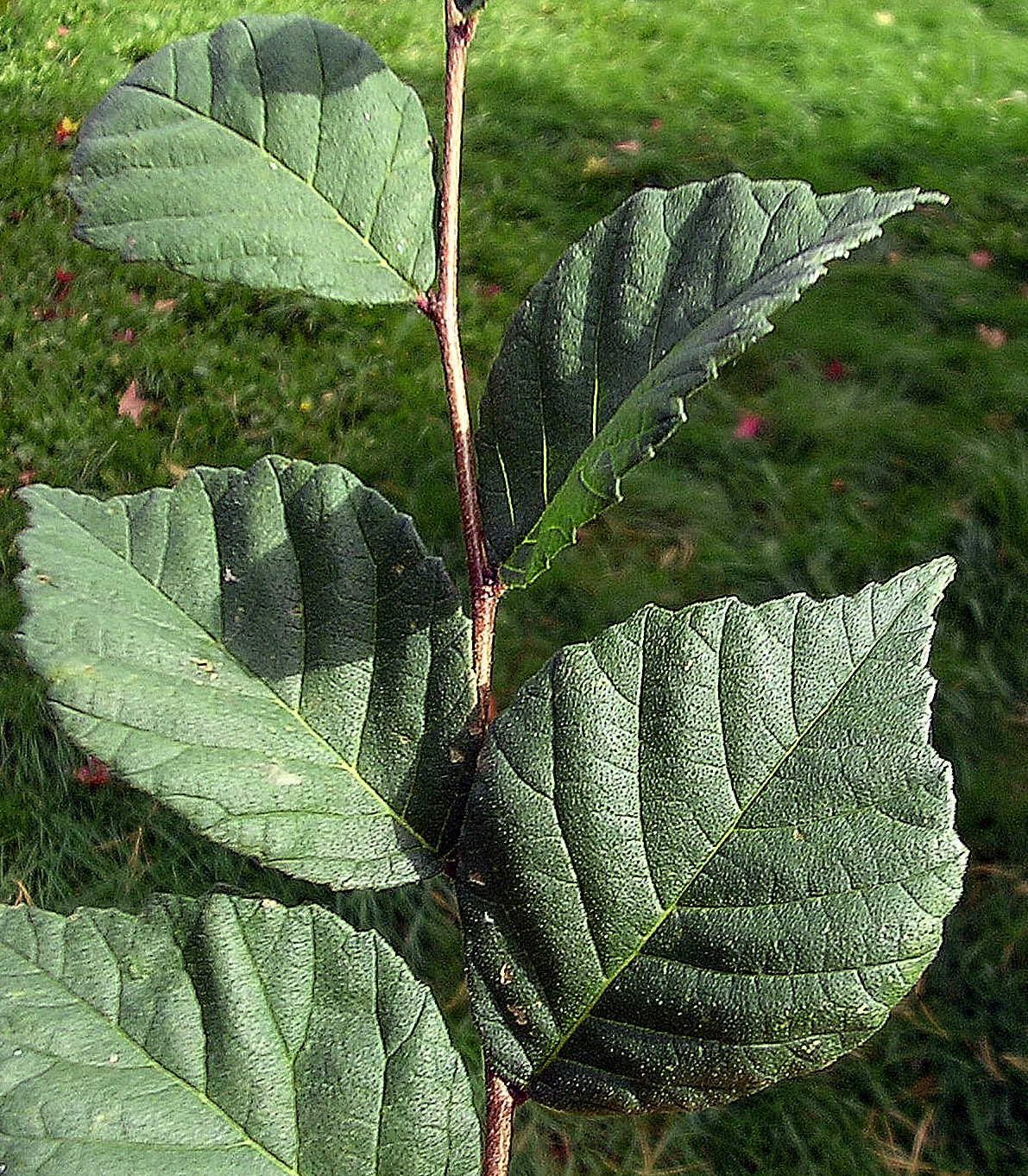